# Šachové symboly v Unicode
Soustava znaků Unicode obsahuje tyto šachové symboly:
| Jméno         | Symbol | Unicode | HTML    |
| ------------- | ------ | ------- | ------- |
| bílý král     | ♔      | U+2654  | &#9812; |
| bílá dáma     | ♕      | U+2655  | &#9813; |
| bílá věž      | ♖      | U+2656  | &#9814; |
| bílý střelec  | ♗      | U+2657  | &#9815; |
| bílý jezdec   | ♘      | U+2658  | &#9816; |
| bílý pěšec    | ♙      | U+2659  | &#9817; |
| černý král    | ♚      | U+265A  | &#9818; |
| černá dáma    | ♛      | U+265B  | &#9819; |
| černá věž     | ♜      | U+265C  | &#9820; |
| černý střelec | ♝      | U+265D  | &#9821; |
| černý jezdec  | ♞      | U+265E  | &#9822; |
| černý pěšec   | ♟      | U+265F  | &#9823; |